# Ildefonsia bibracteata
Ildefonsia bibracteata là một loài thực vật có hoa trong họ Mã đề. Loài này được Gardner mô tả khoa học đầu tiên năm 1842.